# Liebenau (Baixa Saxônia)
Liebenau é um município da Alemanha localizado no distrito de Nienburg, estado da Baixa Saxônia.
É membro e sede do Samtgemeinde de Liebenau.